# Книга захватов
Книга захвата Ирландии (Lebor Gabála Érenn) — обширное собрание стихотворных и прозаических повествований, излагающих мифическое происхождение и историю ирландского народа от сотворения мира до средневековья. Основа Мифологического цикла ирландской мифологии. Эти важные для изучения фольклорной истории Ирландии записи были собраны и записаны неизвестным учёным в середине XI века и являют собой смешение мифов, легенд, истории, фольклора, христианской историографии, из политических соображений часто искажённых, а иногда и являющихся плодом чистого вымысла. По-английски она известна как Книга вторжений или Книга завоеваний (The Book of Invasions или The Book of Conquests), а на современном ирландском как Leabhar Gabhála Éireann (Книга захвата Ирландии).

## Происхождение

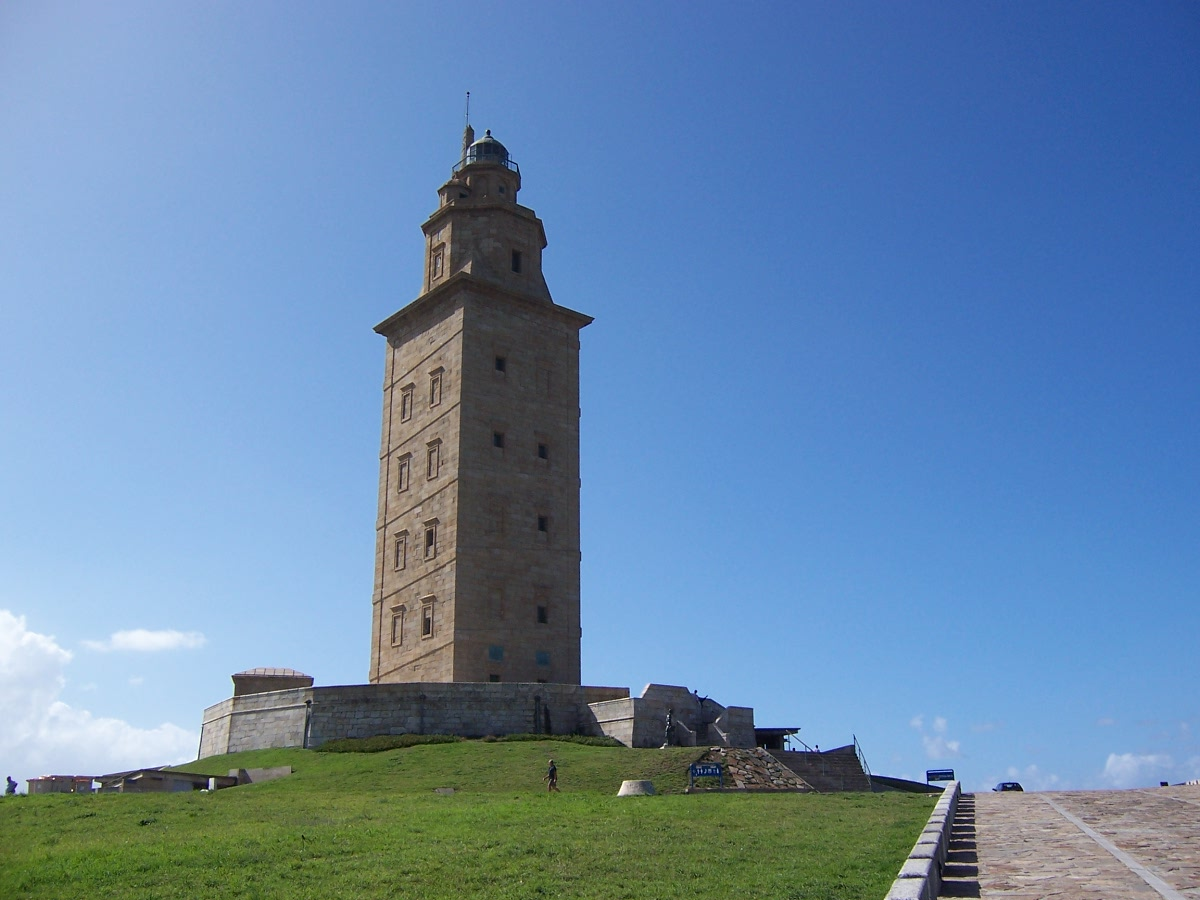
Башня Бреогана, построена во II веке, перестроена в XVIII веке: Согласно ирландской и галисийской мифологической истории, Бреоган был отцом Ита, предводителя первой иберо-кельтской экспедиции в Ирландию; с Башни Бреогана он впервые увидел Ирландию, располагающуюся в 900 км севернее Ла-Коруньи

Претендуя на точное и истинное изложение истории ирландцев, Книга захвата Ирландии (далее КЗИ) может рассматриваться как попытка обеспечить ирландцев записанной историей, сравнимой с той, что евреи обеспечили себе в Ветхом Завете. Возникшая из языческих мифов кельтской Ирландии — как гэльских, так и до-гэльских — но проинтерпретировавшая их в свете иудео-христианской теологии и историографии, она описывает, как остров каждый раз в последовательности вторжений был подчиняем новыми захватчиками, и каждое вторжение добавляло новую главу к национальной истории. Библейские примеры обеспечивали составителей мифов готовыми сюжетами, которые можно было адаптировать для своих целей. Поэтому неудивительно, что предки ирландцев порабощаются в чужой стране, или бегут в изгнание, или бродят по пустыне, или видят «Землю Обетованную» издалека.
Наиболее значительный вклад в формирование КЗИ внесли четыре христианских источника:
- De Civitate Dei, («О граде Божьем») св. Августина (413—426 годы)
- Historiae adversum paganos («История против язычников») Орозия (417 г.)
- Хроникон Евсевия, переведенный на латынь св. Иеронимом как Temporum liber (379 год)
- Etymologiae («Этимологии»), или Origines («Начала») Исидора Севильского (начало VII века)

Однако дохристианские элементы исчезли не совсем. Одно из стихотворений в КЗИ, например, рассказывает о том, как богини из Туата Де Дананн брали себе гэльских мужей, когда гэлы захватили и колонизировали Ирландию. Кроме того, примеры последующих вторжений в КЗИ любопытным образом пересекаются с рассказом Тимагена Александрийского о происхождении другого кельтского племени из континентальной Европы, галлов. Тимаген (I век до н. э.), которого цитирует историк IV века Аммиан Марцеллин, описывает, как предки галлов были вынуждены уйти со своих родных земель в восточной Европе из-за последовательности войн и потопов.
Многочисленные упоминания об ирландской псевдоистории разбросаны по источникам VII и VIII веков, однако наиболее ранняя посвященная ей сохранившаяся запись найдена в Historia Brittonum, или «Истории бриттов», написанной валлийским историком Неннием в 829—830 гг. Ненний дает две отдельные версии ранней ирландской истории. Первая состоит из серии последовательных колонизаций Ирландии до-гэльскими народами из Иберии, каждая из которых нашла своё отображение в КЗИ. Вторая рассказывает о происхождении собственно гэлов, и как они, в свою очередь, стали хозяевами страны и наследниками всех древних ирландцев.
Эти две истории обогащались и перерабатывались ирландскими бардами в течение IX столетия. В X—XI веках было записано несколько длинных исторических поэм, позже встроенных в структуру КЗИ. Большинство поэм, из которых сформирована первоначальная версия КЗИ, были написаны следующими четырьмя поэтами:
- Эохайд уа Флайнн из Армага (936—1004 годы) — Стихотворения 30, 41, 53, 65, 98, 109, 111
- Фланн Майнистрех мак Эхтигрин (ум. 1056 г.), причетник и историк Монастербойского аббатства — Стихотворения ?42, 56, 67, ?82
- Танаид (ум. ок. 1075 г.) — Стихотворения 47, 54, 86
- Гилла Коэмайн мак Гилла Шамтайнн (ум. 1072 г.) — Стихотворения 13, 96, 115

В конце XI в. неизвестный ученый собрал вместе эти и другие стихотворения и вставил их в тщательно отделанный прозаический каркас — частично своего сочинения, частично из старых, не сохранившихся до сего времени источников — пересказывающий и дополняющий их. Результатом этого стала самая ранняя версия КЗИ, написанная на среднеирландском языке, форме ирландского гэльского, использовавшейся в VII—XII веках.

## Текстуальные варианты
Известно, что с самого начала КЗИ стала широко известным и влиятельным документом, быстро достигшим канонического статуса. Старые тексты изменялись для того, чтобы привести их в более близкое соответствие с версией истории КЗИ, также было написано и вставлено в неё множество новых стихотворений. В течение столетия появилось множество её копий и модификаций со 136 стихотворениями. Ныне существует пять вариантов КЗИ, сохранившихся более чем в дюжине средневековых манускриптов:
- Первая редакция (R¹): сохранилась в Лейнстерской книге (ок. 1150 года) и «Книге Фермоя» (1373 год).
- Миниугуд (Min): эта версия тесно связана с Второй редакцией. Вероятно, она старше, чем сохранившиеся рукописи этой редакции, хотя не старше, чем ныне утерянный экземпляр, на котором эти рукописи были основаны.
- Вторая редакция (R²): сохранилась не менее, чем в семи отдельных текстах, наиболее известный — Великая книга Лекана (1418 г.).
- Третья редакция (R³): представлена как в Баллимотской книге (1391 г.), так и в Книге Лекана.
- Редакция О’Клери (K): записана в 1631 году Михеалом О Клеригом, францисканским писцом и одним из Четырех Мастеров. В отличие от ранних версий КЗИ, эта редакция написана на современном ирландском, но признается независимой редакцией, поскольку существуют указания, что автор имел доступ к источникам, ныне не сохранившимся и не использовавшимся составителями других четырёх редакций.

## Современная критика
В XVII веке КЗИ всё ещё признавалась точной и буквально правдивой историей Ирландии. Джеффри Китинг при написании своей истории Ирландии, Foras Feasa ar Éirinn, отталкивался от неё, она использовалась авторами Анналов Четырёх Мастеров. Сегодня учёные относятся к ней критичнее, но почти несомненно, что она содержит рассказ о ранней истории Ирландии, хоть выхолощенный и искажённый. Самым большим вымыслом является утверждение, будто гэльское завоевание произошло в далёком прошлом — около 1500 лет до н. э. — и что все обитатели христианской Ирландии были потомками первых гэльских завоевателей. Фактически, гэльское завоевание — изображенное в КЗИ как поселение сыновей Миля — было последним из кельтских захватов Ирландии, произошедшее, вероятнее всего, после 150 года н. э., и большая часть ирландского до-гэльского населения продолжала процветать в течение веков после этого.
КЗИ была переведена на французский в 1884 году. Первый полный английский перевод был сделан Р. А. Стюартом Макалистером между 1937 и 1942 годами. Он был снабжён критическим материалом, собственными заметками Макалистера и предисловием, в котором он аргументирует своё мнение, что КЗИ — это слияние двух первоначально независимых работ: История гойделов, сделанной по образцу истории израильтян, изложенной в Ветхом Завете, и перечисления нескольких до-гэльских заселений Ирландии (историчности которых Макалистер не доверял). Эта работа была вставлена в Историю гойделов, прерывая её в кульминационный момент повествования. Макалистер выдвинул теорию, что квази-библейский текст был ученой работой на латыни, озаглавленной Liber Occupationis Hiberniae («Книга взятия Ирландии»), таким образом объясняя, почему среднеирландское название КЗИ говорит об одном «захвате», тогда как в тексте перечисляются более полудюжины.

## Содержание КЗИ
Ниже следует краткое содержание КЗИ. Текст может быть разделен на 10 «книг»:
- От создания мира до рассеивания племен — близкий пересказ иудео-христианской истории создания мира, падения человека и ранней истории мира. В дополнение к книге Бытия автор приводит детали нескольких неясных работ (напр., древнесирийская Пещера сокровищ), и указанных ранее четырёх христианских источников.
- История гэлов от рассеивания племен до обнаружения Ирландии — псевдо-библейский рассказ о происхождении гэлов как потомков скифского принца Фения Фарсайда, одного из семидесяти двух вождей, строивших Башню Нимрода (то есть вавилонскую башню). Его внук Гойдел Глас «отрезает» ирландский язык от первоначальных семидесяти двух языков, появившихся во время рассеивания племен. В этой книге гэлы переносят множество испытаний и невзгод, которые очевидно списаны с тех, которым подвергались евреи в Ветхом Завете. Гойдел Глас женится на Скоте, дочери египетского фараона. Его потомство процветает в Египте во времена Моисея и оставляет страну во время Исхода. Они скитаются по свету четыреста сорок лет, пока в конце концов не оседают на Пиренейском полуострове. Там человек по имени Бреоган основывает город Бригантиум (Ла-Корунья на северо-востоке Галисии) и строит башню (существующая на самом деле Башня Бреогана, см. фото), с верхушки которой его сын Ит видит Ирландию.
- Заселение Кесайр — эта книга представляет первую вставку из Liber Occupationis. Кесайр — внучка библейского Ноя, который советует ей и её отцу, Биту, бежать от неминуемого потопа к западному краю мира. Они снаряжают три корабля, но по пути в Ирландию два из них теряются. Единственные выжившие — Кесайр, сорок девять других женщин и три мужчины (муж Кесайр Финтан Мак Бохра, её отец Бит и кормчий Ладра). Женщин делят среди мужчин, Финтану достается Кесайр и ещё шестнадцать женщин, Бит берет её подругу Баиррфинд и шестнадцать женщин, а Ладра берет оставшихся шестнадцать женщин. Ладра, однако, вскоре умирает (первый человек, похороненный на ирландской земле). Через сорок дней происходит потоп. Выживает только Финтан, проведя год под водой в пещере, названной потом «Финтанова могила». Впоследствии известный как «Белый Старец», он живёт 5500 лет после потопа и в облике лосося, орла и ястреба является свидетелем дальнейших заселений острова.
- Заселение Партолона — через триста лет после Всемирного Потопа Партолон, того же семени, что и гэлы, селится в Ирландии с тремя своими сыновьями и их народом. После десяти лет мира разворачивается войны с фоморами, расой злобных мореплавателей под предводительством Кихола Грикенхоса. Партолонцы побеждают, но ненадолго. Через неделю они вымирают от эпидемии — пять тысяч мужчин и четыре тысячи женщин — их хоронят на равнине Эльты к юго-западу от Дублина, в месте, до сих пор называемом Таллахт, что значит «чумная могила». Мор переживает единственный человек, Туан Мак Кайрелл, который (подобно Финтану Мак Бохре) переживает века и переносит последовательность метаморфоз, и потому выступает как свидетель позднейшей ирландской истории. Данная книга содержит также историю Дельгнат, жены Партолона, изменившей ему с оруженосцем.
- Заселение Немеда — через тридцать лет после вымирания партолонцев Ирландия заселяется народом Немеда, чей прадед был братом Партолона. Во время их оккупации страна снова разоряется фоморами, и развертывается затяжная война. Немед выигрывает три больших сражения, однако после его смерти его народ порабощается двумя фоморскими вождями, Мором и Конандом. В итоге, однако, они поднимают восстание и нападают на башню Конанда на острове Тори. Они побеждают, однако в морском сражении с Мором погибают обе армии. Ирландию накрывает потоп, уничтожая большинство немедянцев. Горстка выживших рассеивается по четырём углам мира.
- Заселение Фир Болг, Фир Домнанн и Фир Галиойн — Одна группа племени Немеда поселяется в Греции, где её порабощают. Через двести тридцать лет после Немеда они сбегают и возвращаются в Ирландию. Там они разделяются на три нации: Фир Болг, Фир Домнанн и Фир Галиойн. До вторжения Туата Де Дананн они всего тридцать семь лет владеют Ирландией.
- Заселение Туата Де Дананн — Туата Де Дананн — потомки другой группы рассеявшегося племени Немеда. Они возвращаются в Ирландию с далекого севера, где изучили темные искусства языческой магии и друидизма, примерно 1 мая, и сражаются за владение Ирландией с Фир Болг и их союзниками в Первой битве при Маг Туиред (или Мойтура). Туата Де выигрывают и заставляют Фир Болг уйти в изгнание на соседние острова. При этом Нуаду, король Туата Де, теряет в сражении свою правую руку и вынужден отказаться от короны. Семь несчастливых лет королевской властью обладает Брес, пока лекарь Нуаду Диан Кехт не изготавливает ему серебряную руку, и он не возвращается. Разворачивается война с фоморами, решающей становится Вторая битва при Маг Туиред. Нуаду погибает от руки Балора Злого Глаза, но и сам Балор убит своим внуком, Лугом Длинной Руки, который становится королём. Туата Де Дананн правят без перерыва сто пятьдесят лет.
- Вторжение милезианцев — Здесь продолжается история гэлов, прерванная в конце Книги 2. Ит, обнаруживший Ирландию с вершины Башни Бреогана, плывет туда, чтоб разузнать побольше о своем открытии. Правители встречают его хорошо, но ревнивая знать убивает, а тело посылает в Иберию с его людьми. Милезианцы, или сыновья его дяди Миля Испанского, снаряжают экспедицию, чтоб отомстить за него и завоевать остров. Прибыв в Ирландию, они продвигаются до Тары, королевской резиденции, чтоб потребовать королевскую власть. По пути их по очереди встречают три женщины, Банба, Фодла и Эйри, жены трех соправителей страны. Все они приветствуют милезианцев, рассказывают им, что страна названа по их имени, и просят, чтоб страна называлась по их имени и в том случае, если милезианцы выиграют битву. Один из сыновей Миля, поэт Амергин, обещает, что так оно и будет. В Таре их встречают три короля Туата Де Дананн, защищающие свои права на совместное владение Ирландией. Стороны договариваются, что милезианцы возвращаются на свои корабли и уходят в море на расстояние девяти волн от берега, чтобы Туата Де Дананн могли подготовиться и собрать свои силы. Однако когда милезианцы отплывают «за девять волн», друиды Туата Де Дананн вызывают свирепый шторм. Флот милезийцев уносит в море, но Амергин успокаивает стихию своей поэзией. На уцелевших кораблях у Инбер Скейн (река Кенмар) на юго-западе страны высаживается Эбер, у Инбер Кольпта (устье Бойна) — Эремон. В двух последующих битвах, при Слиаб Мис и Таильтиу, Туата Де Дананн терпят поражение. В итоге их вытесняют, а управление Ирландией делят между Эбером и Эремоном.
- Свиток королей Ирландии до принятия христианства — Построенная по образцу Библейской Третьей Книги Царств, эта книга перечисляет деяния различных королей Ирландии, большинство из которых легендарны или, по крайней мере, полулегендарны, от времени Эбера и Эремона до начала пятого века нашей эры.
- Свиток королей Ирландии после принятия христианства — Продолжение предыдущей книги. Данная книга — наиболее точная часть КЗИ, поскольку связана с историческими королями Ирландии, чьи деяния сохранены и в других записях.